# Томсон, Ольга Игоревна
Ольга Игоревна Томсон (род. 12 августа 1957 года, Ленинград, РСФСР, СССР) — российский искусствовед, член-корреспондент Российской академии художеств (2011).

## Биография
Родилась 12 августа 1957 года в Ленинграде.
В 1980 году — окончила Ленинградский институт авиационного приборостроения, в 1996 году — окончила Санкт-Петербургскую академию художеств имени Ильи Репина.
В 2003 году — защитила кандидатскую диссертацию, тема: «Творчество Татьяны Назаренко».
В 2011 году — избрана членом-корреспондентом Российской академии художеств от Отделения искусствознания и художественной критики.
Доцент кафедры русского искусства факультета теории и истории искусств Санкт-Петербургской академии художеств имени Ильи Репина, доцент кафедры искусствоведения и культурологи Санкт-Петербургской художественно-промышленной академии имени А. Л. Штиглица.

### Монографии, научные труды
- Вадим Войнов (СПб., 2002 г.)
- Татьяна Назаренко. Монография. (М., 2004 г.)
- Новые технологии и культурное наследие. Учебное пособие. (СПб., 2010 г.)
- Опыты художественных странствий. Сборник статей. (СПб., 2012 г.)